# روك أيلاند (واشنطن)
روك أيلاند (بالإنجليزية: Rock Island, Washington)‏ هي مدينة تقع في الولايات المتحدة في مقاطعة دوغلاس. يقدر عدد سكانها بـ 788 نسمة ومساحتها 1.94 كم2 وترتفع عن سطح البحر 196 متر.

## التركيبة السكانية
قام مكتب تعداد الولايات المتحدة بتحديد بيانات التركيبة السكانية لروك أيلاند في تعداد الولايات المتحدة. في ما يلي، التركيبة السكانية حسب تعدادي 2000 و2010.

### تعداد عام 2000
بلغ عدد سكان روك أيلاند 863 نسمة بحسب تعداد عام 2000، وبلغ عدد الأسر 270 أسرة وعدد العائلات 204 عائلة مقيمة في المدينة. في حين سجلت الكثافة السكانية 1,460.9 نسمة لكل ميل مربع (564.1/كم2). وبلغ عدد الوحدات السكنية 276 وحدة بمتوسط كثافة قدره 467.2 نسمة لكل ميل مربع (180.4/كم2).
وتوزع التركيب العرقي للمدينة بنسبة 74.16% من البيض و 1.51% من الأمريكيين الأصليين و 0.70% من الأمريكيين ذوي الأصول الآسيوية و 0.81% من الأمريكيين الأفارقة و 2.43% من عرقين مختلطين أو أكثر.
بلغ عدد الأسر 270 أسرة كانت نسبة 45.9% منها لديها أطفال تحت سن الثامنة عشر تعيش معهم، وبلغت نسبة الأزواج القاطنين مع بعضهم البعض 59.3% من أصل المجموع الكلي للأسر، ونسبة 12.2% من الأسر كان لديها معيلات من الإناث دون وجود شريك، وكانت نسبة 24.4% من غير العائلات. تألفت نسبة 18.5% من أصل جميع الأسر من أفراد ونسبة 6.3% كانوا يعيش معهم شخص وحيد يبلغ من العمر 65 عاماً فما فوق. وبلغ متوسط حجم الأسرة المعيشية 3.66، أما متوسط حجم العائلات فبلغ 3.20.
بلغ العمر الوسطي للسكان 29 عاماً. وكانت نسبة 9.8% بين الثامنة عشر والأربعة وعشرون عاماً، ونسبة 29.0% كانت واقعةً في الفئة العمرية ما بين الخامسة والعشرون حتى والأربعة وأربعون عاماً، ونسبة 17.1% كانت ما بين الخامسة والأربعون حتى الرابعة والستون، ونسبة 8.3% كانت ضمن فئة الخامسة والستون عاماً فما فوق. يوجد لكل 100 أنثى 96.1 ذكر، ويوجد لكل 100 أنثى في الثامنة عشر من عمرها فما فوق 94.7 ذكر.
بلغ متوسط دخل الأسرة في المدينة 33,618 دولار، أما متوسط دخل العائلة فبلغ 34,408 دولار. وكان متوسط دخل الذكور 24,773 دولار مقابل 19,602 دولار للإناث. وسجل دخل الفرد الخاص بالمدينة 14,129 دولار. وكانت نسبة 11.6% من العائلات ونسبة 11.6% من السكان تحت خط الفقر، وكان من هؤلاء نسبة 10.4% تحت سن الثامنة عشر ونسبة 30.4% في الخامسة والستين من العمر وما فوق.

### تعداد عام 2010
بلغ عدد سكان روك أيلاند 788 نسمة بحسب تعداد عام 2010، وبلغ عدد الأسر 262 أسرة وعدد العائلات 179 عائلة مقيمة في المدينة. في حين سجلت الكثافة السكانية 1,291.8 نسمة لكل ميل مربع (498.8/كم2). وبلغ عدد الوحدات السكنية 277 وحدة بمتوسط كثافة قدره 454.1 لكل ميل مربع (175.3/كم2).
وتوزع التركيب العرقي للمدينة بنسبة 63.7% من البيض و 0.5% من الأمريكيين الأصليين و 0.1% من الأمريكيين ذوي الأصول الآسيوية و 0.1% من سكان جزر المحيط الهادئ و 0.8% من الأمريكيين الأفارقة و 2.2% من عرقين مختلطين أو أكثر.
بلغ عدد الأسر 262 أسرة كانت نسبة 39.7% منها لديها أطفال تحت سن الثامنة عشر تعيش معهم، وبلغت نسبة الأزواج القاطنين مع بعضهم البعض 51.1% من أصل المجموع الكلي للأسر، ونسبة 10.7% من الأسر كان لديها معيلات من الإناث دون وجود شريك، بينما كانت نسبة 6.5% من الأسر لديها معيلون من الذكور دون وجود شريكة وكانت نسبة 31.7% من غير العائلات. تألفت نسبة 26.3% من أصل جميع الأسر من أفراد ونسبة 7.3% كانوا يعيش معهم شخص وحيد يبلغ من العمر 65 عاماً فما فوق. وبلغ متوسط حجم الأسرة المعيشية 3.66، أما متوسط حجم العائلات فبلغ 3.01.
بلغ العمر الوسطي للسكان 32.5 عاماً. وكانت نسبة 32.1% من القاطنين تحت سن الثامنة عشر، وكانت نسبة 9.5% بين الثامنة عشر والأربعة وعشرون عاماً، ونسبة 22.9% كانت واقعةً في الفئة العمرية ما بين الخامسة والعشرون حتى والأربعة وأربعون عاماً، ونسبة 26.3% كانت ما بين الخامسة والأربعون حتى الرابعة والستون، ونسبة 9.3% كانت ضمن فئة الخامسة والستون عاماً فما فوق. وتوزع التركيب الجنسي للسكان بنسبة 53.3% ذكور و46.7% إناث.